# Capitainerie (port)
Pour les articles homonymes, voir Capitainerie.

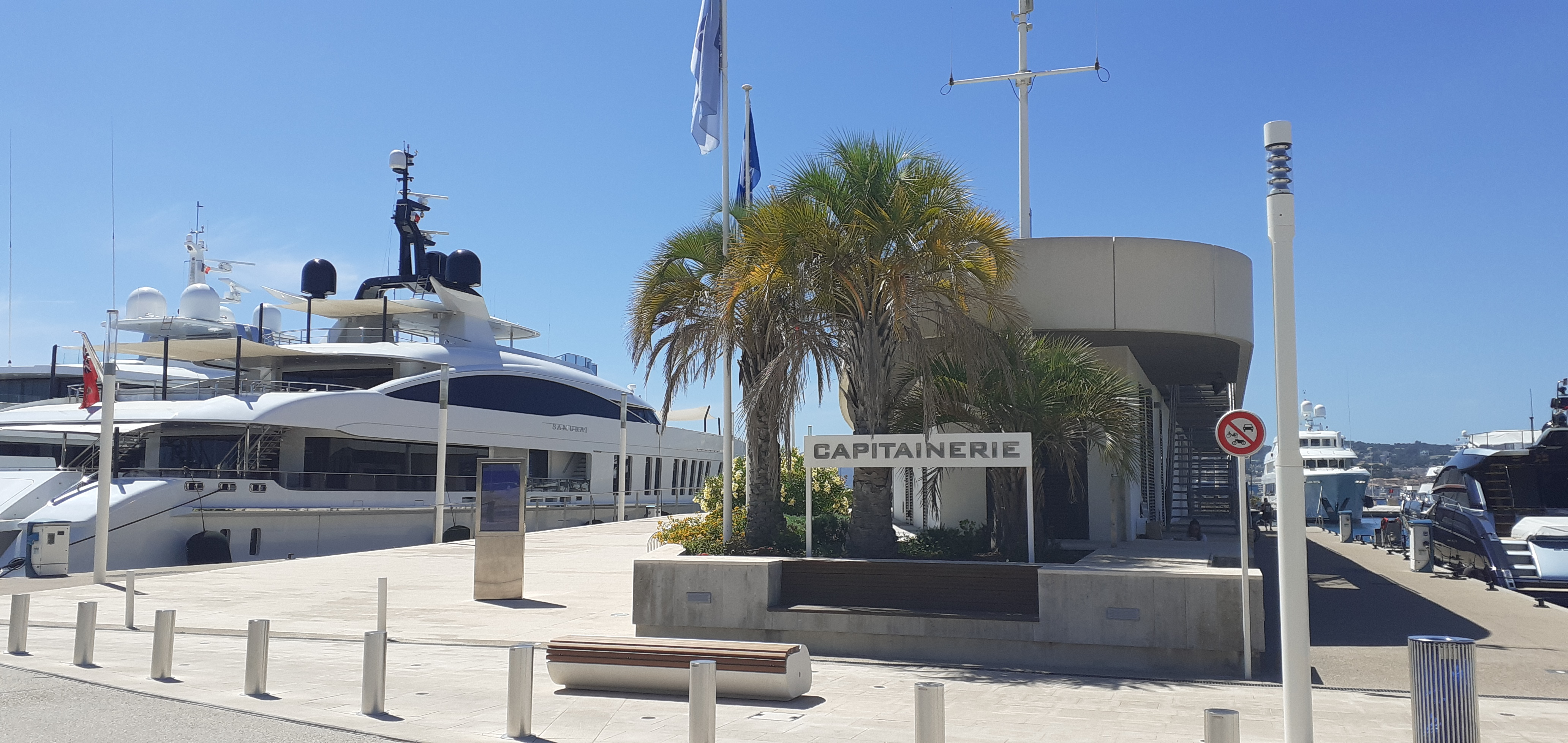
Vue sur la capitainerie du port Pierre-Canto, à Cannes.

Dans un port de commerce, ou de pêche, la capitainerie est la résidence officielle (telle que définie par le Code des ports maritimes) des officiers de port et officiers de port adjoints, fonctionnaires d'État compétents en matière de police portuaire. Ils  exercent de nombreuses missions définies ci-après et représentent l'Autorité portuaire ou l'Autorité investie du pouvoir de Police Portuaire.

## Rôle et missions
Le rôle de la capitainerie dans un port est multiple, :
- Organisation de l'accueil des navires ;
- Gestion des mouvements de navires dans le port ;
- Attribution des emplacements pour les navires ;
- Surveillance et conservation des installations portuaires ;
- Surveillance des plans d'eau et chenaux ;
- Surveillance des pollutions et événements pouvant affecter la sécurité du port et des navires ;
- Gestion opérationnelle des ponts et écluses ;
- Relais d'alerte aux services de secours, administrations et préfectures pour les sinistres dans la circonscription portuaire ;
- Organisations des opérations de secours sur sinistre ;
- Gestion avec suivi réglementaire des matières dangereuses ou non en transit sur le port ;
- Fait appliquer le code des ports ;
- Police des plans d'eau ;
- Police de l'environnement ;
- Police du balisage ;
- Fait appliquer les règlements particuliers du port ;
- Sûreté.

Elle assure également différents services, tels que :
- Diffusion d'avis aux usagers ;
- Informations météo marine ;
- Bulletins d'information destinés à la navigation ;
- Sanitaires, douches, laverie pour les plaisanciers.

Le service de la capitainerie forme le maillon essentiel pour la fluidité du trafic maritime et l'accueil des navires dans le port. 
Les ports de plaisance et grande plaisance peuvent être dotés pour leur fonctionnement et administration d'un bureau du port souvent aussi appelé capitainerie par analogie ; en effet, dans les ports dont l'importance ne justifie pas la présence d'un officier de port, les collectivités territoriales (commune, conseil général, région...) peuvent employer des surveillants de port ou des maîtres de port. 

## Galerie

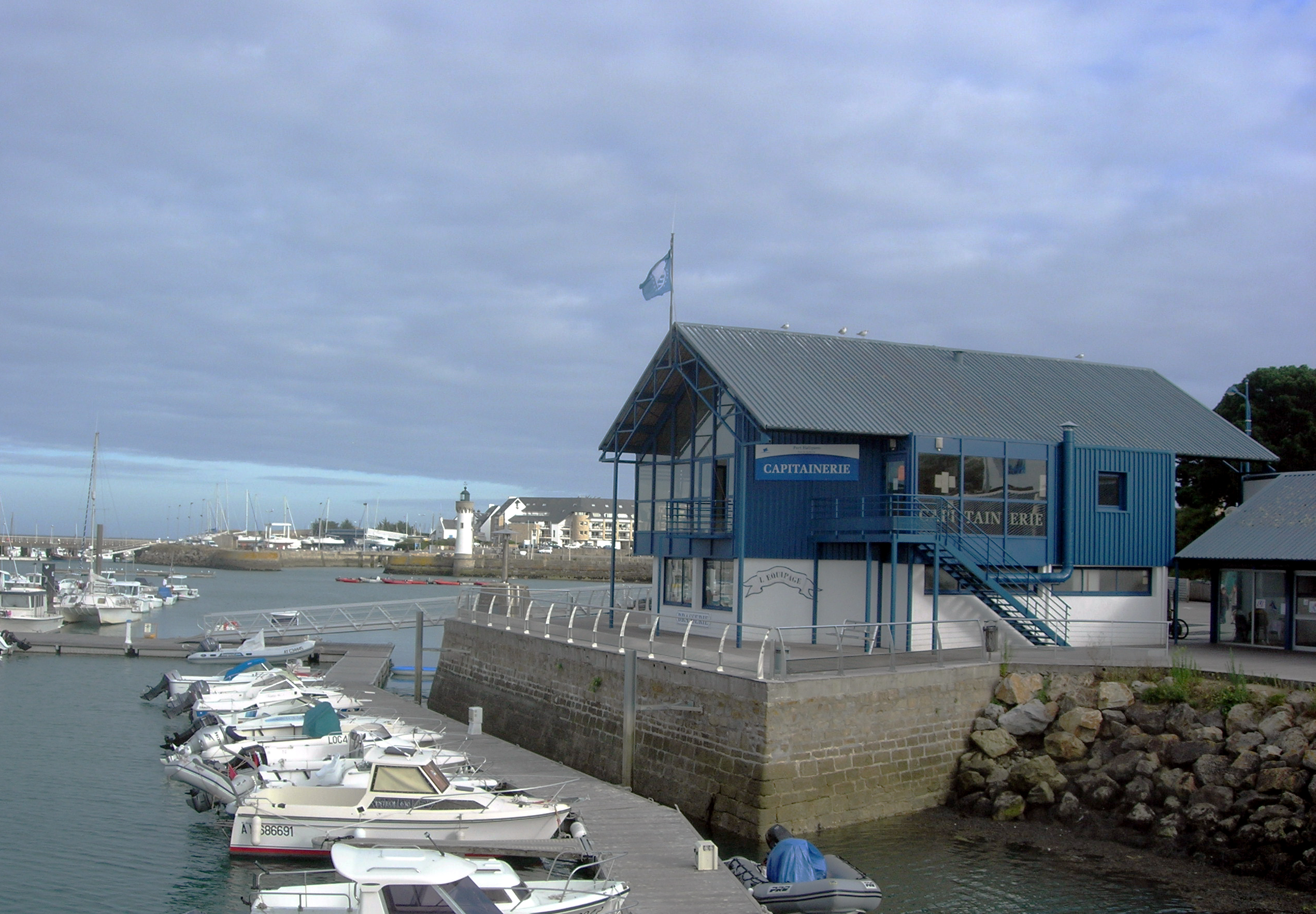
Capitainerie de port Haliguen.
Capitainerie de Port-Médoc.
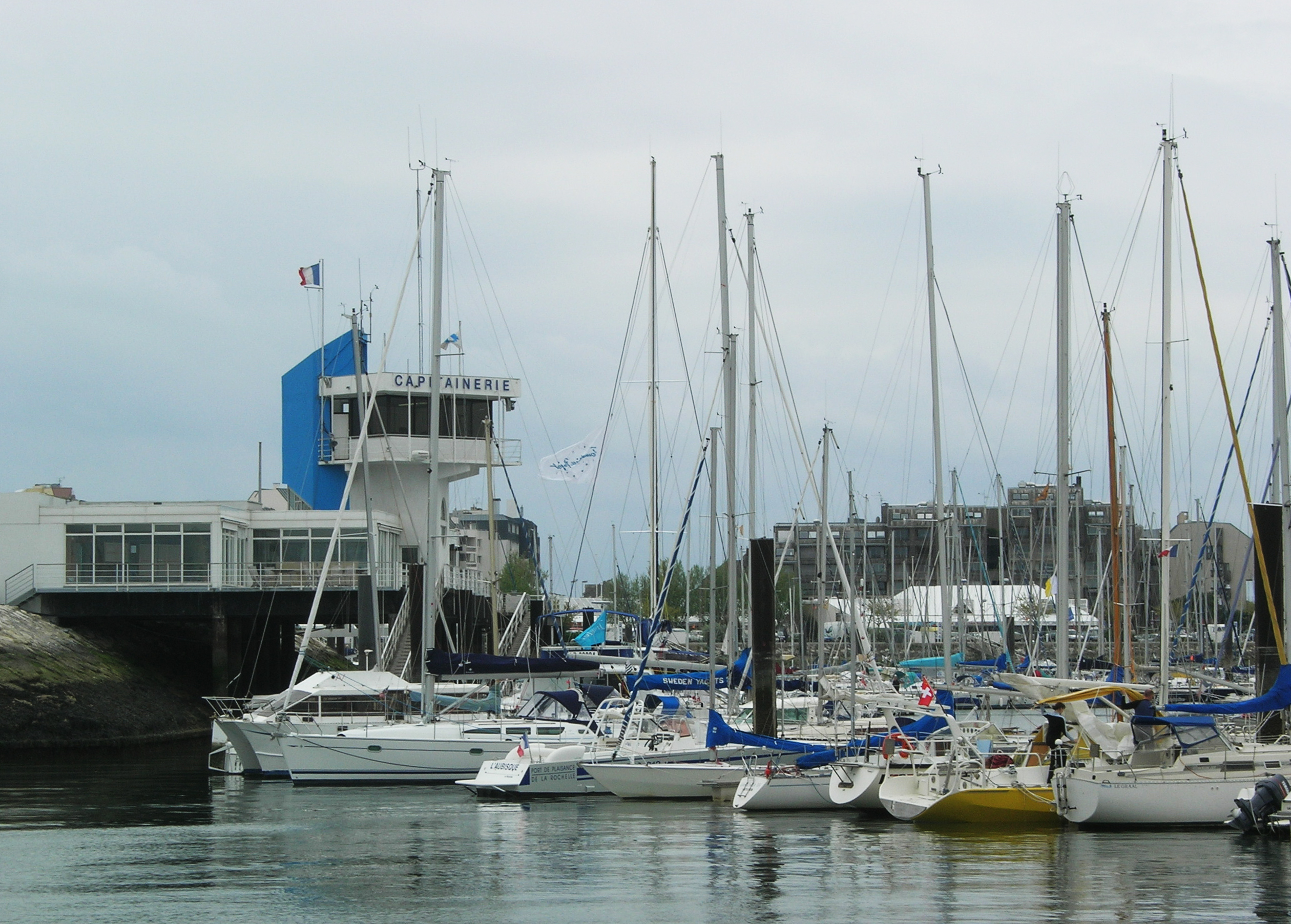
Capitainerie du port des Minimes.
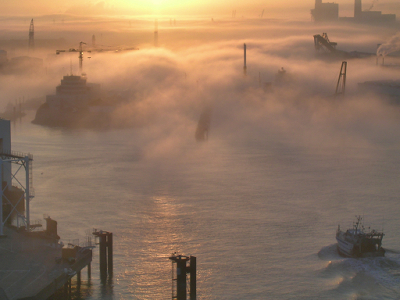
Vue depuis la vigie de la Capitainerie du port du Havre.
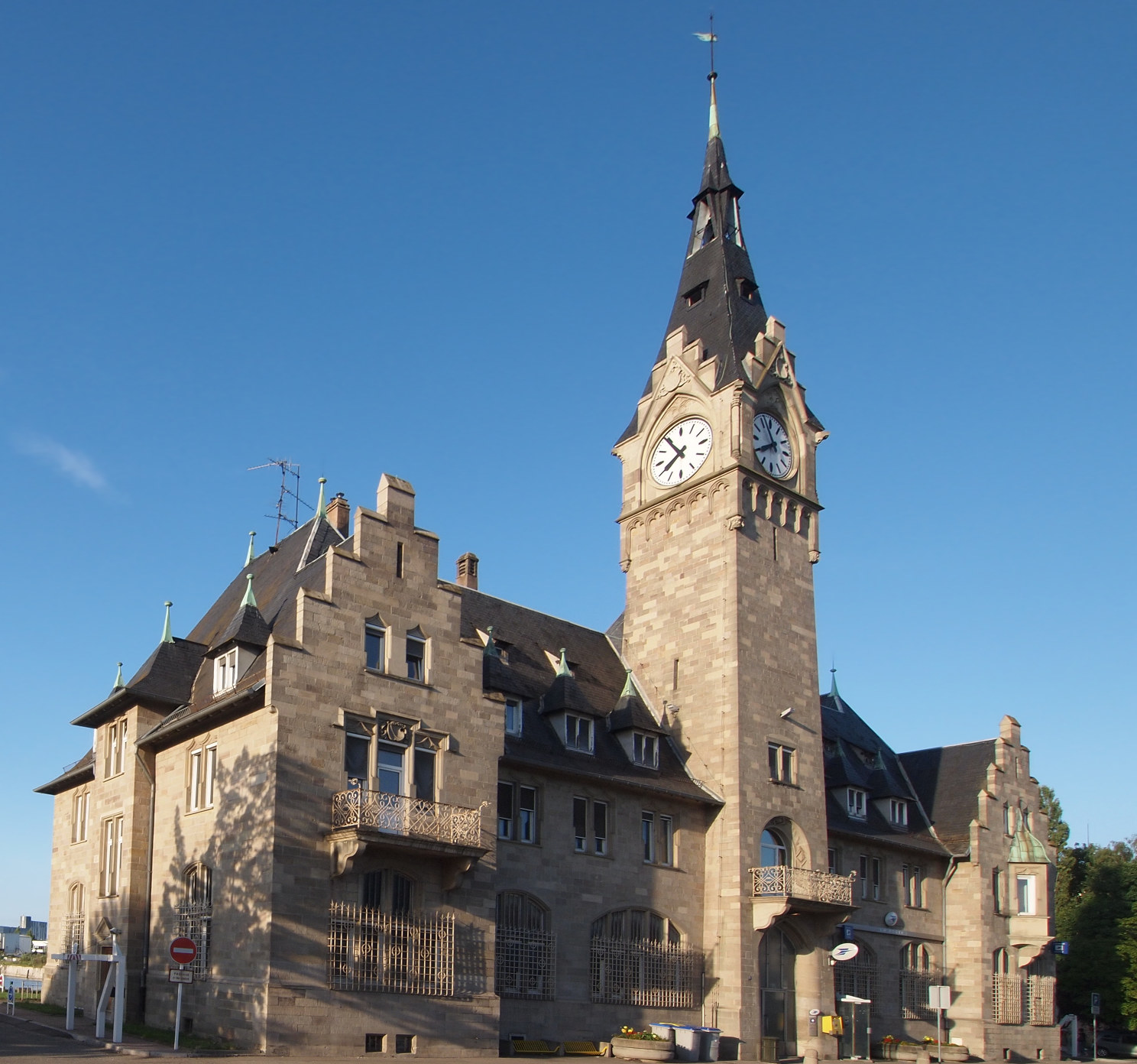
L'ancienne Capitainerie du port du Rhin à Strasbourg.